# 24 cm kanon M/04
24 cm kanon M/04 var en Boforstillverkad kustartilleripjäs som utgjorde det svåra artilleriet på Oscars II:s fort.
Två pjäser beställdes 1904 för Oscar II:s fort. Kontraktet omfattade "2 st. 24 cm k. med vallavettage m. m." för en kostnad av 454 000 kr. De monterades på fortet 1907 och överlämnades till kommendaten den 9 oktober. 24 cm kanon M/04 var konstruerad med ogivalskruv och var svenska marinens sista pjäs med vänsterräfflat eldrör. Pjäserna var ursprungligen uppställd i självsänkande vallavettage M/04. Detta självsänkande lavettage gjorde det möjligt att endast exponera pjäsen vid eldgivning från en öppen pjäsbrunn. Pjäsen vägde 30,450 kg och lavetten 122,000 kg.
De två pjäser som var uppställda på Oscar II:s fort skickades 1940 till Bofors där de utrustades med ett nytt lavettage m/40 och eldrören djupräfflades. Det nya lavettaget ökade den maximala elevationen till 35 grader vilket i kombination med ny ammunition ökade det maximala skjutavståndet till 23 300 m. De utrustades vidare med eldriven ansättare och maskinriktning. Pjäserna ställdes upp i splitterskyddade torn och benämndes 24 cm kanon m/04A i 24 cm tornlavettage m/40. De två 24 cm tpj m/04A-40 placerades i Hjuvik och bildade Batteri Torslanda (TL) som färdigställdes 1942.
Pjäserna moderniserades 1958 med följevisarsystem och deras ammunitionshissar fick eldmotordrift. Batteriet ställdes efter Försvarsbeslutet 1958 i materielberedskap från och med 1959. Batteriet utgick ur krigsorganisationen 1966. Under 1999 flyttades pjäserna tillbaka till Oscar II:s fort där de i dag står fast upställda i betongfundament.

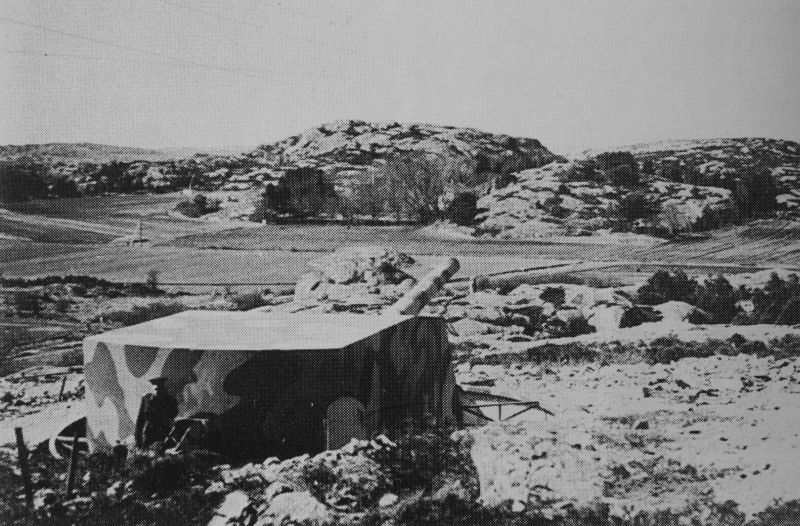
En 24 cm tpj m/04A-40 i Batteri Torslanda under andra världskriget.

| Typ                   | Beteckning            | Vikt             | Laddning | Utgångshastighet | Ref   |
| --------------------- | --------------------- | ---------------- | -------- | ---------------- | ----- |
| Pansargranat          | 24 cm pgr M/95A barl  | 195 kg med rör   | 22 kg    | 500 m/s          | [ 5 ] |
| Pansargranat          | 24 cm pgr M/41 kp     | 215 kg med rör   | 52,4 kg  | 800 m/s          | [ 5 ] |
| Halvpansargranat      | 24 cm hpgr M/90       | 181,4 kg med rör | okänd    | okänd            | [ 6 ] |
| Halvpansargranat      | 24 cm hpgr M/94       | 180 kg med rör   | okänd    | okänd            | [ 6 ] |
| Halvpansargranat      | 24 cm hpgr M/04 kp    | 215 kg med rör   | okänd    | okänd            | [ 6 ] |
| Halvpansargranat      | 24 cm hpgr M/12       | 180 kg med rör   | okänd    | okänd            | [ 6 ] |
| Halvpansargranat      | 24 cm lt hpgr M/13    | 110 kg med rör   | okänd    | okänd            | [ 6 ] |
| Halvpansargranat      | 24 cm hpgr M/04-40 kp | 222 kg med rör   | 52,4 kg  | 765 m/s          | [ 5 ] |
| Stålgranat            | 24 cm stgr m/42       | 195 kg med rör   | 52,4 kg  | 800 m/s          | [ 5 ] |
| Stålgranat            | 24 cm stgr m/42 barl  | 195 kg med rör   | 52,4 kg  | 800 m/s          | [ 5 ] |
| Spränggranat          | 24 cm sgr M/09        | 182 kg med rör   | okänd    | okänd            | [ 6 ] |
| Spränggranat          | 24 cm lång sgr M/09   | 215 kg med rör   | okänd    | okänd            | [ 6 ] |
| Spränggranat          | 24 cm sgr M/15        | 182 kg med rör   | okänd    | okänd            | [ 6 ] |
| Granat (Normalgranat) | 24 cm gr M/92         | 181,2 kg med rör | okänd    | okänd            | [ 6 ] |
| Granat (Normalgranat) | 24 cm gr M/94         | 180 kg med rör   | okänd    | okänd            | [ 6 ] |
| Granat (Normalgranat) | 24 cm gr M/95         | 215 kg med rör   | okänd    | okänd            | [ 6 ] |
| Granat (Normalgranat) | 24 cm gr M/92-16      | 181,2 kg med rör | okänd    | okänd            | [ 6 ] |
| Övningsprojektil      | 24 cm övnprj M/41     | 195 kg med rör   | 52,4 kg  | 800 m/s          | [ 5 ] |